# Darowne
Darowne – wieś w Polsce położona w województwie lubelskim, w powiecie opolskim, w gminie Opole Lubelskie.
W latach 1975–1998 miejscowość administracyjnie należała do ówczesnego województwa lubelskiego.
Wieś stanowi sołectwo w gminie Opole Lubelskie. Według Narodowego Spisu Powszechnego z roku 2011 wieś liczyła 155 mieszkańców.
Na północny wschód od wsi znajduje się cmentarz wojenny w okresu I wojny światowej.